# Mischief Reef
Mischief Reef (engelska) eller på den nu (2021) militärt kontrollerande statens språk kinesiska Meiji Jiao, på tagalog Bahura ng Panganiban, på vietnamesiska Đá Vành Khăn, är ett korallrev och en konstgjord ö i Sydkinesiska havet. Det ingår i Spratlyöarna och behärskas av Folkrepubliken Kina, som där utfört stora utfyllnadsarbeten, uppfört militära anläggningar samt anlagt en flygplats. Liksom Spratlyöarna i övrigt är området omstritt. Taiwan (Republiken Kina) och Vietnam gör också anspråk på det. 